# Aktion (Künstlergruppe)
Die Künstlergruppe Aktion bildete sich im März 1930 in Dresden. Sie entstand aus einer lockeren Gemeinschaft die zuvor im September 1927 in der Galerie Neue Kunst Fides ausgestellt hatte.

## Geschichte
Die Künstlergruppe Aktion trat an, um „kunstreaktionären Bestrebungen entgegenzutreten“. Die Gruppe besaß einen oppositionellen Charakter und ist den Dresdner Sezessionsbewegungen zuzurechnen. Die Gruppe wollte aktiv in die damalige Kunstpolitik eingreifen. Der Name Aktion stand für aktives Handeln und lehnte sich gleichzeitig an die expressionistische, literarische und politische Zeitschrift Die Aktion von Franz Pfemfert an.

### Mitglieder
- Erich Fraaß
- Ludwig Godenschweg
- Otto Griebel
- Eugen Hoffmann
- Bernhard Kretzschmar
- Max Lachnit
- Wilhelm Lachnit
- Karl Lüdecke
- Wilhelm Rudolph
- Ewald Schönberg
- Fritz Tröger

Nachweisbar ist ebenfalls eine Ausstellung im Jahr 1930 in der Galerie Neue Kunst Fides mit Erich Fraaß, Ludwig Godenschweg, Otto Griebel, Eugen Hoffmann, Bernhard Kretzschmar, Wilhelm Lachnit, Karl Lüdecke, Wilhelm Rudolph, Ewald Schönberg und Fritz Tröger.
Die Künstlergruppe Aktion ging im Frühjahr 1931 in der Neuen Dresdner Sezession 1931 auf.